# Constantin von Economo
Constantin Alexander Freiherr Economo von San Serff, auch Konstantin Economo und Constantin von Economo (* 21. August 1876 in Brăila/Rumänien; † 21. Oktober 1931 in Wien) war ein österreichischer Psychiater und Neurologe griechischer Abstammung. Er ist vor allem bekannt durch seine Entdeckung der Encephalitis lethargica und seinen Atlas der Zytoarchitektonik des menschlichen Gehirns.

Constantin von Economo, Aufnahme von Georg Fayer (1931)

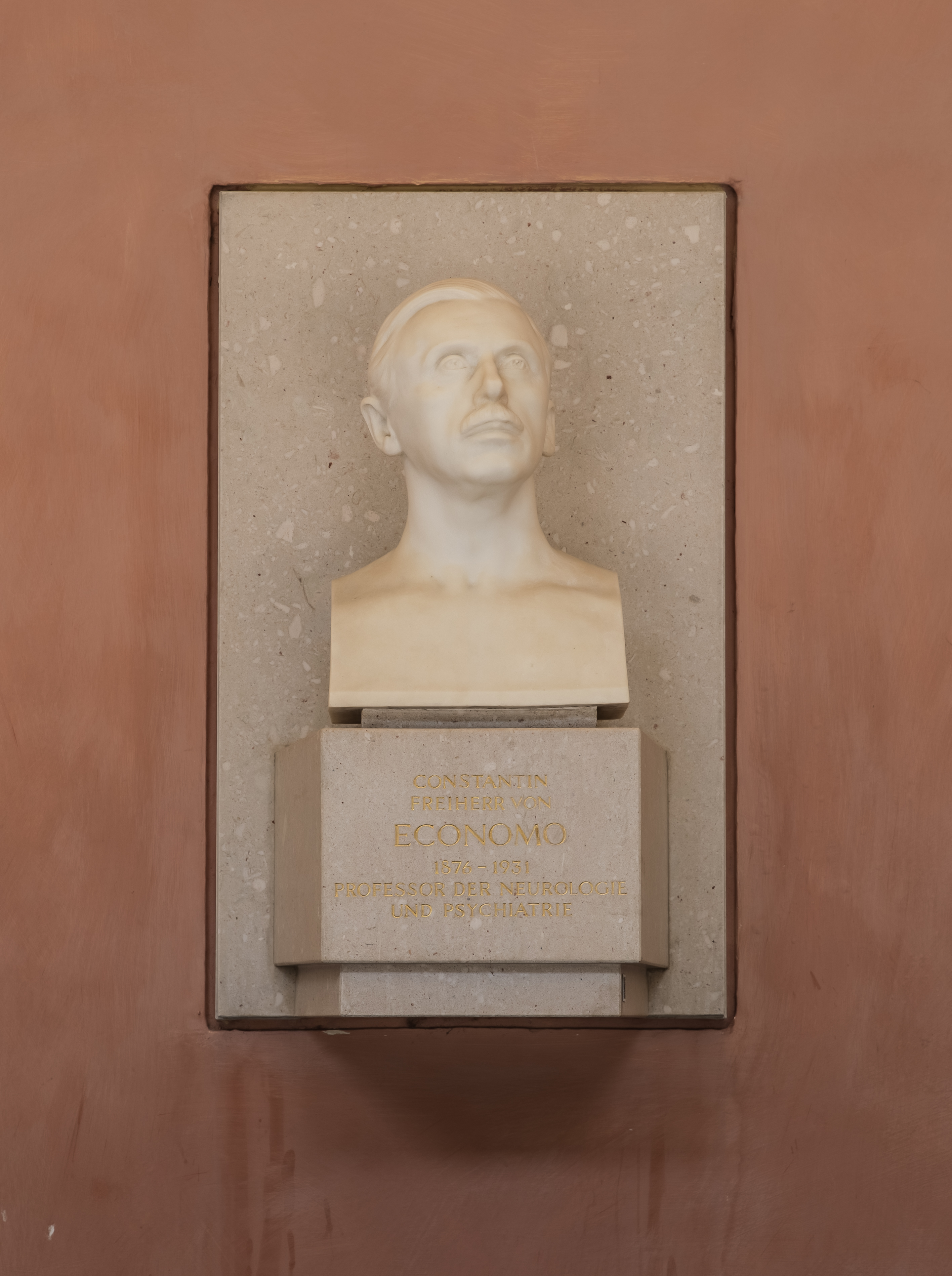
Marmorbüste für Constantin von Economo an der Universität Wien

## Leben

### Herkunft
Constantin Economos Eltern entstammten begüterten Familien aus Griechenland. Väterlicherseits stammte er aus einer Familie von Großgrundbesitzern aus Thessalien und mütterlicherseits ist er Nachfahre eines in Budapest niedergelassenen griechischen Industriellen aus Makedonien. Economo war Mitglied der nicht-unierten griechischen Kirchengemeinde in Wien.

### Jugend und Ausbildung
Constantin Freiherr Economo von San Serff wurde in Brăila, Rumänien, geboren. Die Familie zog 1877 nach Triest, das damals zu Österreich-Ungarn gehörte. In Triest verbrachte Constantin von Economo seine Kindheit und Jugend. Er war ein guter Schüler, besuchte in Triest das Deutsche Gymnasium und konnte verschiedene Sprachen flüssig sprechen. Seine Familie wurde 1906 geadelt, wodurch Economo den Titel „Freiherr“ erlangte.
Auf Wunsch seines Vaters nahm von Economo 1893 ein Technikstudium an der Polytechnischen Universität in Wien auf, wechselte aber nach zwei Jahren zu Medizin. Seine erste wissenschaftliche Publikation wurde 1899 veröffentlicht und trug den Namen Zur Entwicklung der Vogelhypophyse. Von 1900 bis 1903 arbeitete er als Assistent bei Sigmund Exner. 1901 wurde ihm sein Doktorgrad verliehen.

### Wissenschaftliche Karriere
Von Economo hospitierte in der Klinik für Innere Medizin bei Carl Wilhelm Hermann Nothnagel von 1903 bis 1904. Anschließend unternahm er eine zweijährige Reise durch Europa und arbeitete bei verschiedenen Wissenschaftlern. Er studierte Neurologie, Histologie und Psychiatrie in Paris (unter Alexis Joffroy, Valentin Magnan und Pierre Marie). In Nancy wurde er von Hippolyte Bernheim in die Hypnose eingeführt, in Straßburg erhielt er Einblicke in Methoden mikroskopischen Arbeitens am Nervensystem (unter Albrecht Bethe), in München schrieb er seinen Beitrag zu der normalen Anatomie der Ganglienzelle (unter Emil Kraepelin und Alois Alzheimer). Er arbeitete in der Psychiatrie in Berlin unter Theodor Ziehen, in der neurologischen Ambulanz unter Hermann Oppenheim und wurde schließlich in die experimentelle Tierforschung in Triest von Carl Isidor Cori eingeführt.
Nach diesen zwei Jahren kehrte von Economo nach Wien zurück und arbeitete als Assistent in der Klinik für Psychiatrie und Nervenkrankheiten (geleitet von Julius Wagner-Jauregg) im Allgemeinen Krankenhaus in Wien. Er wurde 1913 habilitiert. Im Alter von 43 Jahren heiratete von Economo Prinzessin Karoline von Schönburg-Hartenstein. 1921 wurde er Professor für Psychiatrie und Neurologie. Die Klinik für Psychiatrie und Nervenkrankheiten war der Ort, an dem von Economo für den Rest seines Lebens forschen konnte. Er wurde jedoch erst im Mai 1931 Leiter der eigens für ihn neu eröffneten Abteilung für Hirnforschung. Von Economo konnte diese Einrichtung allerdings nur kurze Zeit nutzen, er verstarb fünf Monate nach der Eröffnung.

### Aeronautik

Constantin von Economo (1908)

Von Economo war nicht nur ein herausragender Wissenschaftler, sondern auch ein leidenschaftlicher Pilot. 1907 entwickelte er Interesse an der Aeronautik und am Ballonfliegen und wurde 1912 der erste Österreicher mit einem internationalen Pilotenzeugnis. Von 1910 bis 1926 war er Präsident des Österreichischen Aero-Klubs und Vorsitzender der Luftfahrtsbehörde des Österreichischen Ministeriums für Verkehr und Transport. Während des Ersten Weltkriegs diente er zuerst im Automobilkorps an der russischen Front, 1916 dann als Pilot an der Südtiroler Front. Im gleichen Jahr kehrte er jedoch auf Wunsch seiner Eltern nach Wien zurück, wo er als Militärarzt Patienten mit Kopfverletzungen behandelte. Hier erlebte er auch seine ersten Patienten mit Encephalitis lethargica.

### Tod
1931 starb von Economo an den Folgen eines Herzinfarktes, wie "Die neue Zeitung" berichtet. Zu seiner Ehre wurde 1966 eine Büste im Arkadenhof der Universität in Wien errichtet und 1976 eine österreichische Briefmarke herausgegeben.
Im Jahr 1932 wurde in Wien-Favoriten (10. Bezirk) die Economogasse nach ihm benannt.
Zwischen 1930 und 1932 wurde er auch zwei Mal für den Medizinnobelpreis vorgeschlagen.

## Forschung
Von Economo hat insgesamt ungefähr 150 Artikel und Bücher publiziert. In seinen früheren Studien befasste er sich mit der Neuroanatomie und Physiologie des Mesencephalon, der Pons und der zentralen Bahnen des Nervus trigeminus und schrieb Artikel über z. B. die posthemiplegische Chorea, Pons-Tumore und über den Schluck- und Kaureflex.

### Encephalitis lethargica
Diese Krankheit, bei der sich eine akute Entzündung des Cortex cerebri (Großhirnrinde) diagnostizieren lässt, trat weltweit als Epidemie zwischen 1915 und 1924 auf und betraf vor allem Europa und Nordamerika. Seit 1940 ist diese Gehirnentzündung nicht mehr aufgetreten. Von Economo beschrieb 1917 detailliert Symptome, Pathologie und Histologie der Krankheit, die bald „Economo-Krankheit“ genannt wurde. Unter anderem ließen sich Schäden in der Substantia nigra feststellen. Es ließen sich drei Typen der Encephalitis lethargica epidemica unterscheiden. Der somnolent-ophthalmoplegische (schlafsüchtig-augenmuskellähmend) Typ äußerte sich in Schlafsucht, die oft zu Koma und schließlich zum Tod führte, Lähmung der Hirnnerven, der Extremitäten und der Augenmuskeln sowie in einem ausdruckslosen Gesicht. Die hyperkinetische Form manifestierte sich in Rastlosigkeit, motorischen Störungen wie Zuckungen und unfreiwilligen Bewegungen, Angstzuständen sowie Schlaflosigkeit oder Umkehrung des Schlafrhythmus. Die amyostatisch-akinetische Form schließlich hatte oft einen chronischen Verlauf, der der Parkinson-Krankheit ähnelte und deshalb auch postencephalitischer Parkinsonismus genannt wurde. Symptome waren hier Muskelschwäche, steife Bewegungen und Schlaflosigkeit oder auch Umkehr des Schlafrhythmus.
Von Economo veröffentlichte seine Befunde unter anderem in einem Artikel von 1917, Die Encephalitis lethargica, und in der Monografie Die Encephalitis lethargica, ihre Nachkrankheiten und ihre Behandlung im Jahre 1929. Diese Krankheit inspirierte ihn auch, sich mit dem Thema Schlaf zu beschäftigen. Er vermutete (1918) ein Schlafsteuerungszentrum im Gehirn (am Übergang des dritten Hirnventrikels in den Aquaeductus Sylvii) mit jeweils einem Wach- und einem Schlafzentrum.

### Zytoarchitektonische Studien

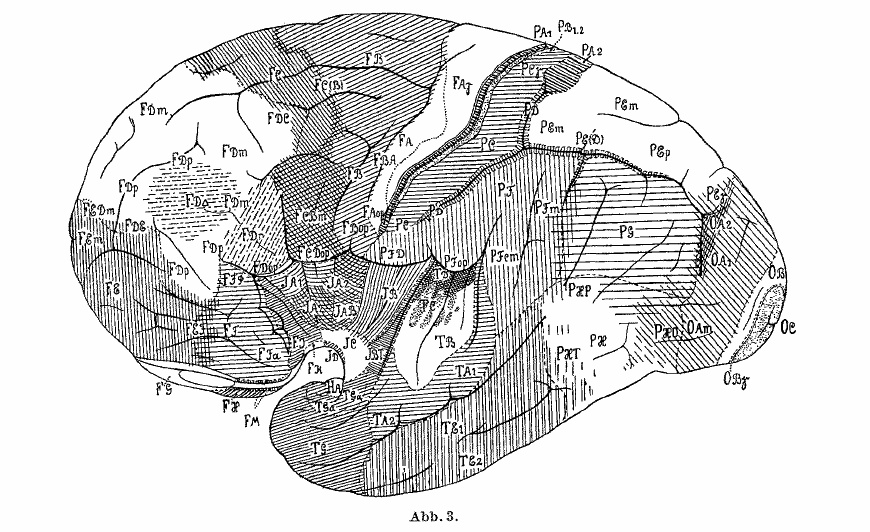
Der Zellaufbau der Großhirnrinde nach Ecomo

Nach den ersten Versuchen, den menschlichen Cortex cerebri nach zytoarchitektonischen Gesichtspunkten zu unterteilen, wie es Theodor Meynert, Wladimir Betz, Alfred W. Campbell, Grafton Elliot Smith und Korbinian Brodmann unternommen haben, begann von Economo sein eigenes Projekt im Jahre 1912 und wurde ab 1919 von Georg N. Koskinas dabei unterstützt.
Ihr monumentales Werk Die Cytoarchitektonik der Hirnrinde des erwachsenen Menschen wurde 1925 veröffentlicht. Das Werk wurde in zwei Bänden publiziert, einem Textbuch von über 800 Seiten und einem Bilderatlas mit 112 großformatigen mikrofotografischen Platten des Cortex cerebri. Das Textbuch beinhaltet detaillierte Beschreibungen ihrer Studien und eine Einführung in die Geschichte der zytoarchitektonischen Forschung. Mit ihrem Atlas hofften Economo und Koskinas, eine Basis für zukünftige Hirnforschung und die Lokalisation von Hirnfunktionen zu bereiten, da sie annahmen, dass zytoarchitektonische Unterschiede funktionale Unterschiede reflektieren. Der Atlas wurde 2008 neu aufgelegt.
Economo und Koskinas unterteilten den Cortex cerebri in sieben Hirnlappen mit folgenden Untergliederungen:
- Lobus frontalis (F) (Stirnlappen): 35 Areae
  - Regio praerolandica: 10 Areae
  - Regio frontalis: 9 Areae
  - Regio orbitomedialis: 16 Areae
- Lobus limbicus superior (L): 13 Areae
  - Regio limbica superior anterior: 5 Areae
  - Regio limbica superior posterior: 3 Areae
  - Subregio retrosplenialis: 5 Areae
- Lobus insulae (I) (Insellappen): 6 Areae
- Lobus parietalis (P) (Scheitellappen): 18 Areae
  - Regio postcentralis: 6 Areae
  - Regio parietalis superior: 4 Areae
  - Regio parietalis inferior: 5 Areae
  - Regio parietalis basalis: 3 Areae
- Lobus occipitalis (O) (Hinterhauptslappen): 7 Areae
- Lobus temporalis (T) (Schläfenlappen): 14 Areae
  - Regio supratemporalis: 5 Areae
  - Regio temporalis propria: 2 Areae
  - Regio fusiformis: 3 Areae
  - Regio temporopolaris: 4 Areae
- Lobus limbicus inferior/Lobus hippocampi (H): 14 Areae

### Von Economo-Neurone
Der Begriff „Von Economo-Neuron“ bezeichnet große, bipolare Neurone, die von Economo erstmals identifizierte. Sie befinden sich in der fünften Schicht des anterioren cingulären und des fronto-insularen Cortex. Es ist etwa viermal so groß wie eine einfache Pyramidenzelle und hat im Unterschied zu ihr nur einen einzigen an der Basis gelegenen Dendriten. Es findet sich bei Menschen und einigen hoch entwickelten Säugetieren nur in Hirnarealen, die mit der Kognition befasst sind.

### Progressive Zerebration
Von Economo bezeichnete mit dem Begriff „Progressive Zerebration“ die geistige Evolution über Generationen hinweg, die Zunahme der Gehirnmasse und die Aneignung neuer „Denkorgane“ aufgrund von Differenzierung in kortikalen Gebieten. In diesem Zusammenhang war Economo an „Elitegehirnen“ interessiert. Er hoffte, mikrostrukturelle Charakteristiken zu finden, in denen sich diese Gehirne von durchschnittlichen Gehirnen unterscheiden.